# Zamek w Żarnowcu
Zamek w Żarnowcu – zamek, który był położony na północny zachód od Żarnowca w dolinie zalewowej Pilicy. Rozebrany na przełomie XVIII i XIX wieku.

## Historia
Podstawą powstania zamku była XIII-wieczna strażnica książęca. Ufundowany przez króla Kazimierza Wielkiego, który często przebywał tu w latach 1354–1362, a w okresie od stycznia 1355 do września 1356 osadzona tu była oddalona żona króla, Adelajda Heska. Oprócz Kazimierza Wielkiego, z zamku korzystał również Władysław Jagiełło. Budowlę wspomina w swoich kronikach Jan Długosz. W 1775 roku na zamku wybuchł pożar. Lustracja z 1789 informuje już wyłącznie o zniszczonych budynkach. Na przełomie XVIII i XIX wieku zamek ostatecznie rozebrano. W latach 1993–1994 Jerzy Augustyniak przeprowadził na miejscu badania archeologiczne.

## Architektura
Zamek otoczony był fosą, otaczającą obszar mniej więcej 140 na 150 metrów, której ślady przetrwały do dziś. Pierwotny obiekt, o wymiarach 105 na 125 metrów, otoczony był murem. W narożnikach muru znajdowały się czworoboczne wieże, jednak ich dokładna liczba nie jest znana. Po zachodniej stronie mieścił się budynek mieszkalny, prawdopodobnie dwukondygnacyjny. Pierwotnym budulcem były wapień i cegła. W skład wewnętrznej zabudowy wchodziły również drewniane budowle.